# Eutheia
Eutheia – rodzaj chrząszczy z rodziny kusakowatych i podrodziny balinków. Obejmuje 42 opisane gatunki. Zamieszkują półkulę północną.

## Morfologia
Drobne chrząszcze o wydłużonym w zarysie i spłaszczonym grzbietobrzusznie ciele, podobne do przedstawicieli rodzaju Veraphis.
Czułki mają na członach od dziewiątego do ostatniego głębokie, okrągłe jamki. W każdej jamce znajduje się struktura, która w przypadku członów dziewiątego i dziesiątego rozwidla się na cztery wydłużone i zakrzywione płatki, a w przypadku człony jedenastego na pięć takich płatków. Funkcja tych struktur jest przypuszczalnie zmysłowa. Aparat gębowy ma głaszczki szczękowe o wydłużonym członie trzecim i szerokim, prawie stożkowatym członie czwartym, a wargę dolną o krótkim i poprzecznym podbródku.
Na każdej pokrywie znajduje się pojedynczy, pozbawiony szczecinek dołek przypodstawowy. Przedpiersie dysponuje wąskim żeberkiem międzybiodrowym. Panewki bioder przednich odnóży są szeroko otwarte. Na spodzie śródtułowia szwy pleuralne są częściowo zatarte. Płaski wyrostek międzybiodrowy śródpiersia szeroko rozdziela panewki środkowej pary bioder. Odnóża przedniej pary u samców nie są w żaden sposób zmodyfikowane.
Odwłok samca ma dziewiąty sternit o krawędzi tylnej pośrodku wyciągniętej doogonowo w podłużny, prawie trójkątny ząbek. Genitalia samca cechują się szerokim edeagusem wyraźnie podzielonym na części nasadową i wierzchołkową. Wierzchołek płata środkowego (prącia) wykazuje w obrębie rodzaju dużą zmienność.

## Rozprzestrzenienie
Rodzaj rozmieszczony na półkuli północnej. Większość, bo ponad 30 gatunków występuje w szeroko rozumianej Palearktyce. Poza tym po kilka gatunków znanych jest z nearktycznej Ameryki Północnej i środkowoamerykańskiej części krainy neotropikalnej. W Polsce stwierdzono występowanie trzech gatunków (zobacz: balinkowate Polski).

## Taksonomia
Takson ten wprowadzony został w 1830 roku przez Jamesa Francisa Stephensa jako monotypowy, z opisaną w tej samej publikacji E. scydmaenoides jako jedynym gatunkiem. Współcześnie zalicza się doń 42 opisane gatunki:
- Eutheia americana Casey, 1897
- Eutheia bekchievi Jałoszyński, 2014
- Eutheia carreti (Guillebeau, 1896)
- Eutheia clavicornis (Reitter, 1884)
- Eutheia exortiva (Kurbatov, 1990)
- Eutheia formicetorum Reitter, 1881
- Eutheia gramme Jałoszyński, 2008
- Eutheia hariola (Kurbatov, 1991)
- Eutheia himalayana (Franz, 1974)
- Eutheia horii Jałoszyński, 2004
- Eutheia jordaniae (Franz, 1982)
- Eutheia klapperichi (Franz, 1985)
- Eutheia laolongiana Jałoszyński, 2013
- Eutheia latissima Jałoszyński, 2008
- Eutheia linda O'Keefe, 1999
- Eutheia linearis Mulsant et Rey, 1861
- Eutheia merkli (Simon, 1880)
- Eutheia mesoamericana Jałoszyński, 2011
- Eutheia mexicana (Franz, 1977)
- Eutheia minutissima (Sainte-Claire Deville, 1901)
- Eutheia morae Marsh, 1957
- Eutheia nigriceps (Guillebeau, 1896)
- Eutheia nujianglisuana Jałoszyński, 2010
- Eutheia paganettii (Franz, 1971)
- Eutheia parallela (Fairmaire, 1879)
- Eutheia plicata (Gyllenhal, 1813)
- Eutheia praeclara (Normand, 1909)
- Eutheia ptinelloides (J. Sahlberg, 1913)
- Eutheia puetzi Jałoszyński, 2008
- Eutheia pusilla (Franz, 1985)
- Eutheia quetzaltenango Jałoszyński, 2011
- Eutheia rufa Jałoszyński, 2004
- Eutheia schaumii Kiesenwetter, 1858
- Eutheia scitula Mäklin, 1852
- Eutheia sculpturata Jałoszyński, 2010
- Eutheia scydmaenoides Stephens, 1830
- Eutheia siamensis Franz
- Eutheia simillima (Franz, 1985)
- Eutheia taiwanensis (Franz, 1985)
- Eutheia tenerifae (Franz, 1971)
- Eutheia ventricosa (Müller, 1926)
- Eutheia yoshidai Hoshina, 2007

Według wyników analizy filogenetycznej Pawła Jałoszyńskiego z 2013 roku rodzaj ten zajmuje pozycję siostrzaną względem Veraphis.